# Club Sportivo Alba 2022-2023
Questa voce raccoglie le informazioni riguardanti il Club Sportivo Alba nelle competizioni ufficiali della stagione 2022-2023.

## Stagione
Nella stagione 2022-23 il Club Sportivo Alba assume la denominazione sponsorizzata di Tecnoteam Albese Volley Como.
Partecipa per la seconda volta al campionato di Serie A2 terminando il girone A della regular season al settimo posto in classifica. Disputa quindi la pool salvezza che chiude al secondo posto.

## Organigramma societario
Area direttiva
- Presidente: Graziano Crimella
- Direttore sportivo: Gabriele Mozzanica
- Team manager: Veronica Landoni
- Segreteria: Maurizia Riva

Area tecnica
- Allenatore: Mauro Chiappafreddo
- Allenatore in seconda: David Cardinali

Area comunicazione
- Addetto stampa: Marco Romualdi
- Fotografo: Sandro Bertola
- Webmaster: Stefano Cadenazzi

Area sanitaria
- Preparatore atletico: Matteo Ferrari

## Rosa
| N° | Nome                 | Ruolo | Data di nascita   | Nazionalità sportiva |
| -- | -------------------- | ----- | ----------------- | -------------------- |
| 2  | Martina Veneriano    | C     | 3 marzo 1995      | Italia               |
| 3  | Giorgia Bernasconi   | C     | 16 settembre 2001 | Italia               |
| 4  | Cecilia Nicolini     | P     | 18 giugno 1994    | Italia               |
| 6  | Claudia Nicoli       | P     | 26 settembre 2000 | Italia               |
| 7  | Valentina Cantaluppi | S     | 12 agosto 2004    | Italia               |
| 8  | Michela Gallizioli   | C     | 6 luglio 1993     | Italia               |
| 9  | Federica Stroppa     | O     | 9 febbraio 1997   | Italia               |
| 10 | Mariana Cassemiro    | S     | 27 marzo 1987     | Brasile              |
| 11 | Beatrice Badini      | C     | 1º luglio 1999    | Italia               |
| 13 | Chiara Pinto         | S     | 10 maggio 1997    | Italia               |
| 14 | Elena Rolando        | L     | 16 luglio 1999    | Italia               |
| 15 | Alessia Conti        | O     | 4 maggio 2003     | Italia               |
| 17 | Alice Nardo          | S     | 15 dicembre 2002  | Italia               |
| 18 | Elena Radice         | L     | 7 novembre 2004   | Italia               |

## Mercato
| Acquisti | Acquisti             | Acquisti         | Acquisti   |
| R.       | Nome                 | da               | Modalità   |
| -------- | -------------------- | ---------------- | ---------- |
| C        | Beatrice Badini      | Esperia          | definitivo |
| C        | Giorgia Bernasconi   | Cabiate          | definitivo |
| S        | Valentina Cantaluppi | Academy Sassuolo | definitivo |
| S        | Mariana Cassemiro    | Pałac Bydgoszcz  | definitivo |
| O        | Alessia Conti        | Sicilia          | definitivo |
| P        | Claudia Nicoli       | Volley 2.0       | definitivo |
| P        | Cecilia Nicolini     | Talmassons       | definitivo |
| L        | Elena Radice         | Busnago          | definitivo |
| L        | Elena Rolando        | Academy Sassuolo | definitivo |
| O        | Federica Stroppa     | Helvia Recina    | definitivo |

| Cessioni | Cessioni          | Cessioni            | Cessioni   |
| R.       | Nome              | a                   | Modalità   |
| -------- | ----------------- | ------------------- | ---------- |
| O        | Irene Baldi       | Don Colleoni        | definitivo |
| S        | Alice Bocchino    | Volley 2.0          | definitivo |
| P        | Caterina Cialfi   | -                   | ritirata   |
| L        | Giulia De Nardi   | Talmassons          | definitivo |
| L        | Federica Ghezzi   | Serteco Genova      | definitivo |
| P        | Anna Lualdi       | Villa Cortese       | definitivo |
| C        | Silvia Mocellin   | Lazzate             | definitivo |
| O        | Maria Oikonomidou | Békéscsabai         | definitivo |
| C        | Sara Scurzoni     | Progetto Valtellina | definitivo |
| S        | Carlotta Zanotto  | Cabiate             | definitivo |

## Risultati

### Serie A2

#### Girone di andata
| 1ª Giornata - 23 ottobre 2022 PalaFrancescucci, Casnate con Bernate        | Alba          | 1 - 3 | Lecco Picco       | 24-26, 25-18, 21-25, 17-25        |
| 2ª Giornata - 30 ottobre 2022 PalaSanbapolis, Trento                       | Trentino      | 2 - 3 | Alba              | 18-25, 16-25, 25-17, 25-17, 10-15 |
| 3ª Giornata - 6 novembre 2022 PalaManera, Mondovì                          | Mondovì       | 3 - 1 | Alba              | 25-22, 17-25, 25-23, 25-16        |
| 4ª Giornata - 9 novembre 2022 PalaFrancescucci, Casnate con Bernate        | Alba          | 0 - 3 | Offanengo         | 19-25, 23-25, 17-25               |
| 5ª Giornata - 13 novembre 2022 PalaFrancescucci, Casnate con Bernate       | Alba          | 3 - 2 | Esperia           | 22-25, 25-10, 25-16, 12-25, 18-16 |
| 6ª Giornata - 20 novembre 2022 Geopalace, Olbia                            | Hermaea       | 3 - 0 | Alba              | 25-22, 25-23, 25-18               |
| 7ª Giornata - 23 novembre 2022 PalaFrancescucci, Casnate con Bernate       | Alba          | 3 - 0 | Club Italia       | 25-22, 25-18, 25-15               |
| 8ª Giornata - 27 novembre 2022 Palestra Vezio Magagni, Castelnuovo Rangone | Montale       | 3 - 1 | Alba              | 25-21, 23-25, 25-9, 25-19         |
| 9ª Giornata - 4 dicembre 2022 PalaFrancescucci, Casnate con Bernate        | Alba          | 3 - 0 | Millenium Brescia | 25-23, 25-15, 25-18               |
| 10ª Giornata - 11 dicembre 2022 PalaFrancescucci, Casnate con Bernate      | Alba          | 3 - 1 | Futura Giovani    | 25-16, 20-25, 28-26, 25-21        |
| 11ª Giornata - 18 dicembre 2022 PalaPaganelli, Sassuolo                    | Idea Sassuolo | 3 - 1 | Alba              | 25-17, 28-30, 25-14, 25-23        |

#### Girone di ritorno
| 12ª Giornata - 26 dicembre 2022 PalaBione, Lecco                      | Lecco Picco       | 3 - 0 | Alba          | 25-18, 25-21, 25-17               |
| 13ª Giornata - 6 gennaio 2023 PalaFrancescucci, Casnate con Bernate   | Alba              | 1 - 3 | Trentino      | 16-25, 22-25, 25-23, 20-25        |
| 14ª Giornata - 15 gennaio 2023 PalaFrancescucci, Casnate con Bernate  | Alba              | 0 - 3 | Mondovì       | 20-25, 16-25, 21-25               |
| 15ª Giornata - 18 gennaio 2023 PalaCoim, Offanengo                    | Offanengo         | 1 - 3 | Alba          | 25-11, 23-25, 22-25, 17-25        |
| 16ª Giornata - 21 gennaio 2023 PalaRadi, Cremona                      | Esperia           | 2 - 3 | Alba          | 26-28, 25-23, 16-25, 27-25, 12-15 |
| 17ª Giornata - 5 febbraio 2023 PalaFrancescucci, Casnate con Bernate  | Alba              | 3 - 0 | Hermaea       | 25-12, 25-22, 25-15               |
| 18ª Giornata - 8 febbraio 2023 Centro Pavesi, Milano                  | Club Italia       | 0 - 3 | Alba          | 21-25, 11-25, 23-25               |
| 19ª Giornata - 12 febbraio 2023 PalaFrancescucci, Casnate con Bernate | Alba              | 3 - 1 | Montale       | 25-15, 27-29, 27-25, 25-16        |
| 20ª Giornata - 18 febbraio 2023 PalaGeorge, Montichiari               | Millenium Brescia | 3 - 0 | Alba          | 25-17, 25-17, 25-15               |
| 21ª Giornata - 26 febbraio 2023 PalaBorsani, Castellanza              | Futura Giovani    | 3 - 0 | Alba          | 25-21, 25-19, 25-17               |
| 22ª Giornata - 5 marzo 2023 PalaFrancescucci, Casnate con Bernate     | Alba              | 2 - 3 | Idea Sassuolo | 25-27, 25-21, 25-27, 25-19, 11-15 |

#### Pool salvezza
| 2ª Giornata - 19 marzo 2023 PalaFrancescucci, Casnate con Bernate   | Alba      | 3 - 1 | Assitec   | 26-24, 25-22, 24-26, 25-21        |
| 3ª Giornata - 22 marzo 2023 PalaFrancescucci, Casnate con Bernate   | Alba      | 3 - 1 | Perugia   | 25-10, 25-18, 22-25, 25-17        |
| 4ª Giornata - 26 marzo 2023 Palestra UniMe, Messina                 | Sant'Anna | 1 - 3 | Alba      | 18-25, 21-25, 25-21, 22-25        |
| 5ª Giornata - 2 aprile 2023 Palasport Città di Vicenza, Vicenza     | Vicenza   | 3 - 0 | Alba      | 25-18, 25-21, 25-17               |
| 6ª Giornata - 9 aprile 2023 PalaFrancescucci, Casnate con Bernate   | Alba      | 3 - 0 | Marsala   | 25-15, 25-13, 25-17               |
| 8ª Giornata - 23 aprile 2023 PalaIaquaniello, Sant'Elia Fiumerapido | Assitec   | 3 - 2 | Alba      | 25-22, 23-25, 21-25, 25-22, 15-13 |
| 9ª Giornata - 25 aprile 2023 PalaPellini, Perugia                   | Perugia   | 3 - 1 | Alba      | 18-25, 25-21, 25-17, 25-16        |
| 10ª Giornata - 30 aprile 2023 PalaFrancescucci, Casnate con Bernate | Alba      | 1 - 3 | Sant'Anna | 17-25, 25-20, 14-25, 25-27        |
| 11ª Giornata - 7 maggio 2023 PalaFrancescucci, Casnate con Bernate  | Alba      | 0 - 3 | Vicenza   | 17-25, 22-25, 20-25               |
| 12ª Giornata - 14 maggio 2023 Palazzetto dello Sport, Marsala       | Marsala   | 2 - 3 | Alba      | 25-19, 25-18, 19-25, 37-39, 7-15  |

## Statistiche

### Statistiche di squadra
| Competizione | Punti | In casa | In casa | In casa | In trasferta | In trasferta | In trasferta | Totale | Totale | Totale |
| Competizione | Punti | G       | V       | P       | G            | V            | P            | G      | V      | P      |
| ------------ | ----- | ------- | ------- | ------- | ------------ | ------------ | ------------ | ------ | ------ | ------ |
| Serie A2     | 43    | 16      | 9       | 7       | 16           | 6            | 10           | 32     | 15     | 17     |
| Totale       | -     | 16      | 9       | 7       | 16           | 6            | 10           | 32     | 15     | 17     |

G = partite giocate; V = partite vinte; P = partite perse 

### Statistiche dei giocatori
| Giocatore     | Serie A2 | Serie A2 | Serie A2 | Serie A2 | Serie A2 | Totale | Totale | Totale | Totale | Totale |
| Giocatore     | P        | PT       | AV       | MV       | BV       | P      | PT     | AV     | MV     | BV     |
| ------------- | -------- | -------- | -------- | -------- | -------- | ------ | ------ | ------ | ------ | ------ |
| B. Badini     | 25       | 102      | 68       | 26       | 8        | 25     | 102    | 68     | 26     | 8      |
| G. Bernasconi | 16       | 43       | 25       | 15       | 3        | 16     | 43     | 25     | 15     | 3      |
| V. Cantaluppi | 19       | 56       | 47       | 5        | 4        | 19     | 56     | 47     | 5      | 4      |
| M. Cassemiro  | 32       | 307      | 269      | 20       | 18       | 32     | 307    | 269    | 20     | 18     |
| A. Conti      | 32       | 300      | 256      | 15       | 29       | 32     | 300    | 256    | 15     | 29     |
| M. Gallizioli | 20       | 126      | 101      | 19       | 6        | 20     | 126    | 101    | 19     | 6      |
| A. Nardo      | 29       | 400      | 347      | 37       | 16       | 29     | 400    | 347    | 37     | 16     |
| C. Nicoli     | 20       | 7        | 6        | 0        | 1        | 20     | 7      | 6      | 0      | 1      |
| C. Nicolini   | 31       | 114      | 44       | 57       | 13       | 31     | 114    | 44     | 57     | 13     |
| C. Pinto      | 18       | 87       | 70       | 11       | 6        | 18     | 87     | 70     | 11     | 6      |
| E. Radice     | 7        | 1        | 1        | 0        | 0        | 7      | 1      | 1      | 0      | 0      |
| E. Rolando    | 31       | 0        | 0        | 0        | 0        | 31     | 0      | 0      | 0      | 0      |
| F. Stroppa    | 23       | 146      | 137      | 6        | 3        | 23     | 146    | 137    | 6      | 3      |
| M. Veneriano  | 31       | 226      | 144      | 67       | 15       | 31     | 226    | 144    | 67     | 15     |

P = presenze; PT = punti totali; AV = attacchi vincenti; MV = muri vincenti; BV = battute vincenti